# مجموعة مرجعية
المجموعة المرجعية (بالإنجليزية: Control group)‏ هي مجموعة تسخدم ضمن تصميم التجارب لاستخدامها للمقارنة، حيث أن أفراد هذه المجموعة يتعرضون لعلاج نموذجي أو معياري أو أنهم لا يأخذون علاجا أصلا (قد يتلقون غفلا).